# Оздів (зупинний пункт)
О́здів — пасажирський залізничний зупинний пункт Рівненської дирекції Львівської залізниці.
Розташований у селі Оздів, Луцький район, Волинської області на лінії Підзамче — Ківерці між станціями Гнідава (9 км) та Несвіч-Волинський (9 км).
Станом на березень 2019 року щодня дві пари електропоїздів прямують за напрямком Сапіжанка/Стоянів — Ківерці.